# Самаркандский бульвар
Самарка́ндский бульва́р (название утверждено 3 сентября 1968 года) — бульвар в Юго-Восточном административном округе города Москвы, на территории района Выхино-Жулебино.
Проходит параллельно МКАД, соединяет Рязанский и Волгоградский проспекты. Справа примыкает Ташкентский переулок.

## Об улице
Назван в 1968 году в честь города Самарканд который находится в Узбекской ССР (нынешний Узбекистан). В микрорайоне улиц узбекистанского происхождения довольно много: Ташкентская улица, Ферганская улица, Ферганский проезд. Бульвар состоит из двух параллельных друг другу однополосных проездов, между которыми пустырь, шириной около 100 метров (в 1998 году на пустыре появилась цепь высотных домов; до этого там проходила высковольтная ЛЭП). Вдоль улицы выстроено много «пятиэтажек». Длина улицы — 2,04 км.

## Здания
Вдоль квартала 134А выстроены девятиэтажные типовые жилые дома, универсам «Дикси», роддом № 8, ВНИИАЭС, ДШИ имени Балакирева. Вдоль квартала 137А выстроено подавляющее количество пятиэтажных зданий, супермаркет детских товаров «Дочки-сыночки», универсамы: «АБК». На месте бывшего пустыря появились (с севера): автомойка, дом серии КОПЭ-1, рынок, через Ферганскую улицу — дом серии КОПЭ-1, два дома серии МП-3, два дома серии П-44, два дома серии МП-3, дом-свечка по индивидуальному проекту.

## Транспорт
По бульвару проходят автобусы 143, 208, 731, 580

## Инфраструктура
Жилые дома по улице обслуживают школы: № 84, 894, 895, 1350, 1937, Центр Образования № 1420, детские сады: № 263, 1138, 1296, 1464, 1643, поликлиника № 45, детская городская поликлиника № 53, магазины, торговый центр «Нивана», магазин «Дикси», клуб «Примерное Поведение». Недалеко от бульвара расположен Кузьминский лесопарк.

## Особенности
В 2019 году достопримечательность района Выхино-Жулебино Самаркандский бульвар был благоустроен по программе создания комфортной городской среды «Мой район». Работы прошли в несколько этапов, после чего прогулочная зона длиной более километра приобрела стилистически единообразный вид. Особенностью бульвара является плиточное покрытие с традиционным восточным орнаментом и фонари, стилизованные под старинные московские светильники XIX века. По состоянию на конец 2020 года на бульваре высажено более 50 новых деревьев, обустроены три детские площадки и размещено около 100 садовых диванов.

Самаркандский бульвар (2019 г.)
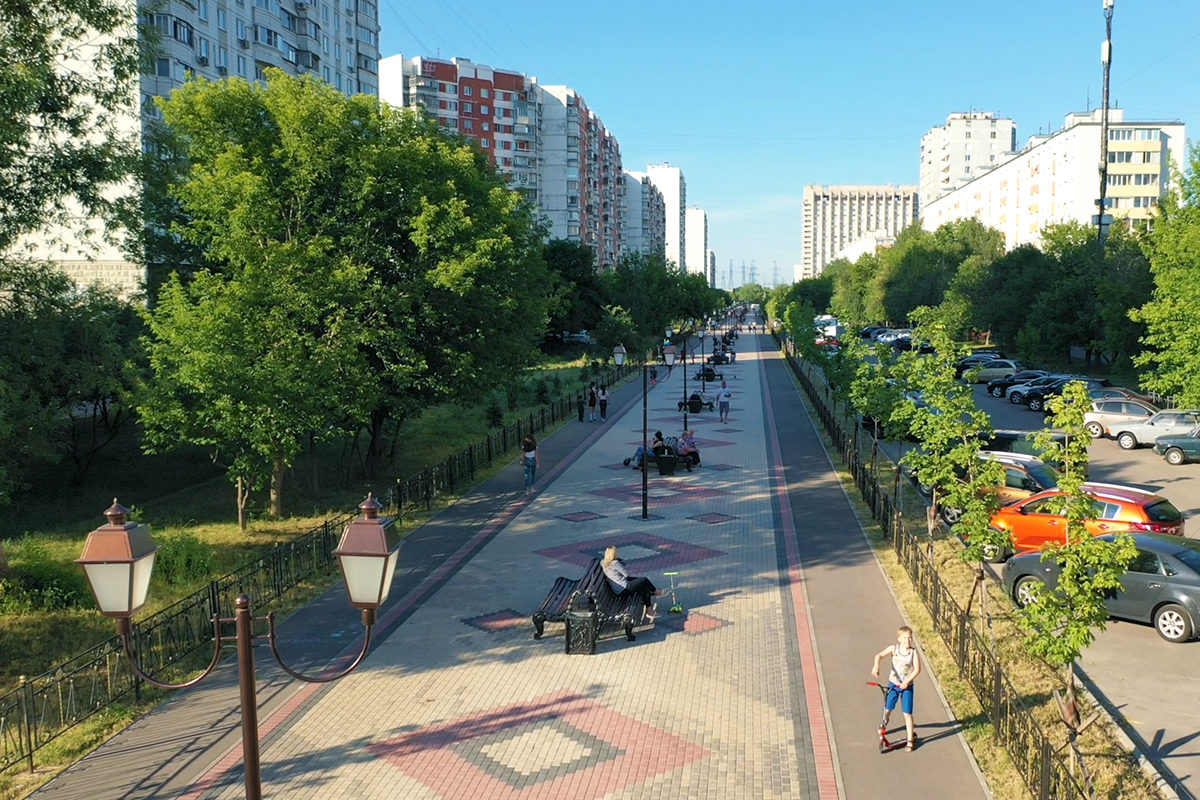
Общий вид бульвара
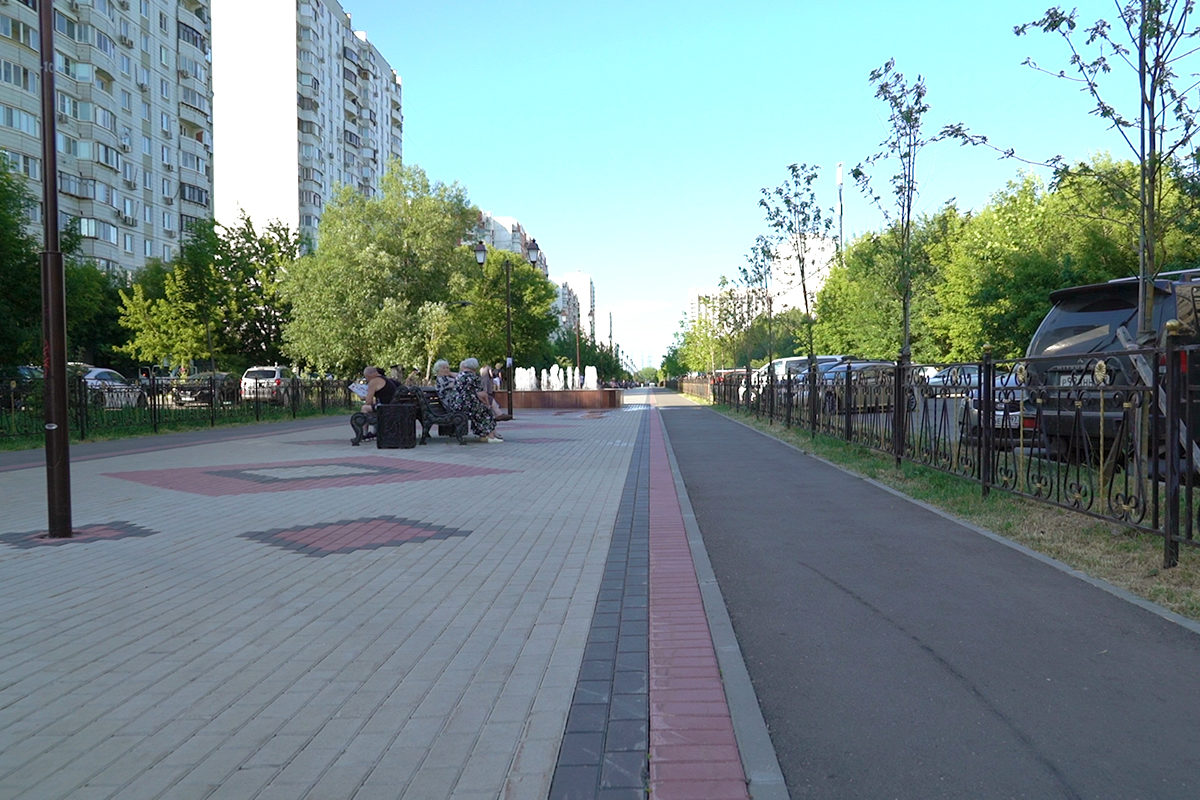
Прогулочная зона и велодорожка
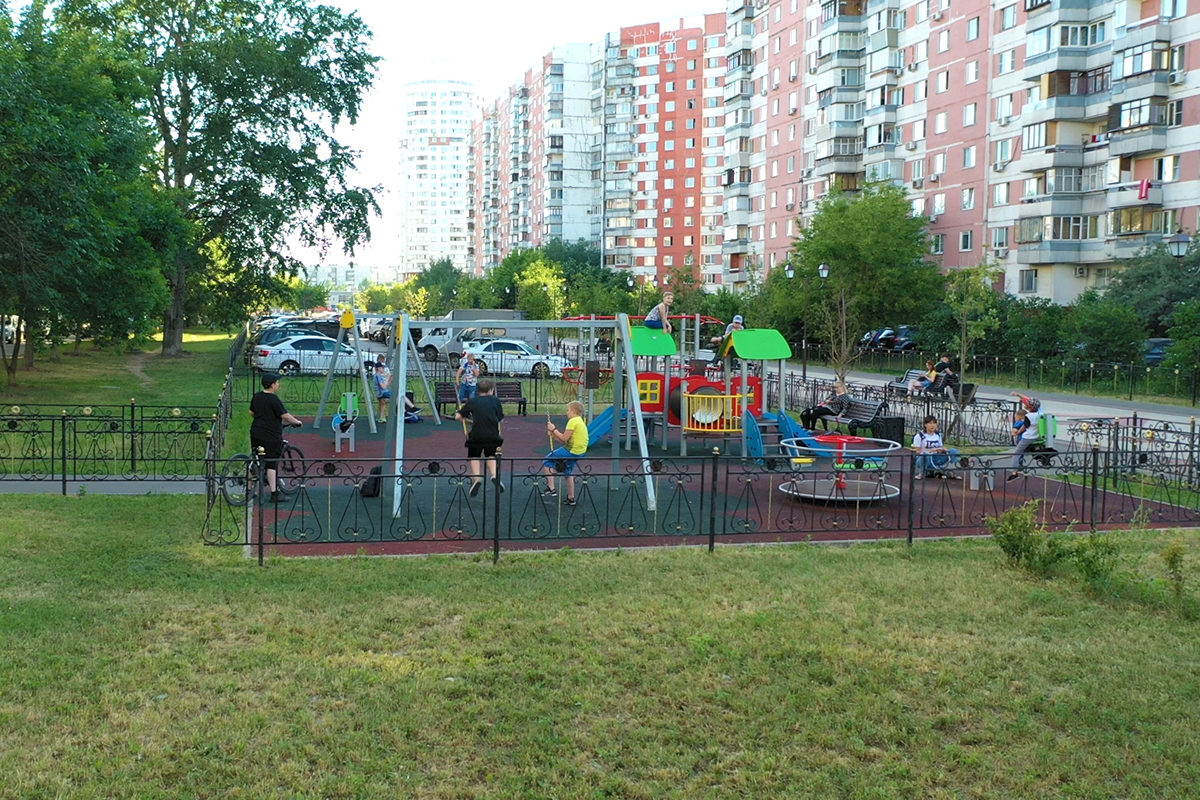
Детская площадка